# Archilimnophila
Archilimnophila is een ondergeslacht van het geslacht van insecten Austrolimnophila binnen de familie steltmuggen (Limoniidae).

## Soorten
Deze lijst van 6 stuks is mogelijk niet compleet.
- A. (Archilimnophila) arborea (Savchenko, 1978)
- A. (Archilimnophila) harperi (Alexander, 1926)
- A. (Archilimnophila) subpolaris (Savchenko, 1969)
- A. (Archilimnophila) subunica (Alexander, 1920)
- A. (Archilimnophila) subunicoides (Alexander, 1950)
- A. (Archilimnophila) unica (Osten Sacken, 1869)